# Liochthonius phitosi
Liochthonius phitosi är en kvalsterart som beskrevs av Sandór Mahunka 1982. Liochthonius phitosi ingår i släktet Liochthonius och familjen Brachychthoniidae. Inga underarter finns listade i Catalogue of Life.